# Зеленга
Зеленга (рос. Зеленга) — село у Володарському районі Астраханської області Російської Федерації.
Населення становить 2694 особи (2017). Входить до складу муніципального утворення Село Зеленга.

## Історія
Населений пункт розташований на території українського етнічного та культурного краю Жовтий Клин. Згідно із законом від 6 серпня 2004 року органом місцевого самоврядування є Село Зеленга.

## Населення
| 1959  | 2002  | 2005  | 2010  | 2012  | 2013  | 2014  |
| ----- | ----- | ----- | ----- | ----- | ----- | ----- |
| 3319  | ↘2775 | ↗2849 | ↘2834 | ↘2824 | ↗2834 | ↘2791 |
| 2015  | 2016  | 2017  |       |       |       |       |
| ↘2766 | ↘2729 | ↘2694 |       |       |       |       |